# Khlong Hoi Khong (huyện)
Khlong Hoi Khong (tiếng Thái: คลองหอยโข่ง) là một huyện (amphoe) của tỉnh Songkhla, miền nam Thái Lan.

## Lịch sử
Tiểu huyện (king amphoe) được thành lập ngày 1 tháng 4 năm 1992 thông qua việc tách ba tambon Khlong Hoi Khong, Khok Muang và Thung Lan từ Hat Yai. Đơn vị này đã được nâng cấp thành huyện ngày 11 tháng 10 năm 1997.

## Địa lý
Các huyện giáp ranh (từ phía bắc theo chiều kim đồng hồ) là: Hat Yai và Sadao của tỉnh Songkhla và Khuan Kalong của tỉnh Satun.

## Hành chính
Huyện này được chia thành 4 phó huyện (tambon), các đơn vị này lại được chia ra thành 32 làng (muban). Không có khu vực đô thị (thesaban), có 4 Tổ chức hành chính tambon.
| STT. | Tên              | Tên Thái   | Số làng | Dân số |  |
| 1.   | Khlong Hoi Khong | คลองหอยโข่ง | 7       | 5.408  |  |
| 2.   | Thung Lan        | ทุ่งลาน      | 9       | 6.141  |  |
| 3.   | Khok Muang       | โคกม่วง     | 9       | 7.232  |  |
| 4.   | Khlong La        | คลองหลา    | 7       | 4.723  |  |